# Jodie Williams
Jodie Williams, född 29 september 1993 i Welwyn Garden City, är en brittisk friidrottare som tävlar i kortdistanslöpning.

## Karriär
Lina Nielsen ingick i det brittiska stafettlag som kvalificerade sig till finalen på 4x400 meter som sedan tog brons vid OS 2024.